# Задианткари
Задианткари (груз. ზადიანთკარი) — село в Грузии, на территории Каспского муниципалитета края (мхаре) Шида-Картли.

## География
Село находится в центральной части Грузии, к западу от реки Лехуры, на расстоянии приблизительно 12 километров (по прямой) к северо-западу от города Каспи, административного центра муниципалитета. Абсолютная высота — 814 метров над уровнем моря.

## Население
По результатам официальной переписи населения 2014 года, в Задианткари проживало 37 человек (15 мужчин и 22 женщины). В национальной структуре населения осетины составляли 64,9 %, грузины — 32,4 %, русские — 2,7 %.
| Год  | Население, человек |
| ---- | ------------------ |
| 2002 | 61                 |
| 2014 | ↘ 37               |